# Mariana Bayón
Mariana Bayón (Torreón, 1991. február 14. –) mexikói modell. Ismertségét azzal szerezte, hogy 2009-ben megnyerte a Mexico's Next Top Model című televíziós valóságshow első évadját.

## Élete
1991-ben született Torreónban. Részt vett a 2009-es Mexico's Next Top Model című televíziós valóságshow első évadjában, amelyet december 17-én meg is nyert, ez pedig teljes fordulatot jelentett az életében. 2011-ben szerepelt a New York-i Fashion Week és a mexikói Mercedes Fashion Week bemutatóin is, valamint szerződést kötött hat nemzetközi modellügynökséggel is: a mexikói Shock Modelinggel, az amerikai One Managementtel, a spanyol Unóval, a német Modelwerkkel, az olasz Why nottal és a svájci Visage-zsal.
Szerepelt több magazinban (például 2010-ben a Glamour címlapján), részt vett Calvin Klein-reklámokban, és Alejandro Fernández énekes Me hace tanto bien című videóklipjében is.
Szülővárosát is a 2009-es verseny megnyerése után hagyta el: egy ideig Chihuahuában lakott, majd Mexikóvárosba költözött. 2012-ben egy México szövetségi államban található haciendán kötött házasságot Alejandro Francóval, az E! műsorvezetőjével.